# Auvers-sous-Montfaucon
Auvers-sous-Montfaucon är en kommun i departementet Sarthe i regionen Pays de la Loire i nordvästra Frankrike. Kommunen ligger i kantonen Loué som tillhör arrondissementet La Flèche. År 2022 hade Auvers-sous-Montfaucon 229 invånare.

## Befolkningsutveckling
Antalet invånare i kommunen Auvers-sous-Montfaucon
| Referens: INSEE |